# ويليام هوبز
ويليام هوبز (بالإنجليزية: William Hobbs)‏ هو جراح أسترالي، ولد في 1822 في ميدلسكس في المملكة المتحدة، وتوفي في 8 ديسمبر 1890 في بريزبان في أستراليا.